# Cándido Coheto Martínez
Vitálico Cándido Coheto Martínez (Villa Talea de Castro, Oaxaca, 4 de septiembre de 1941) es un profesor y político mexicano, miembro del Partido Revolucionario Institucional (PRI). Ha sido en tres ocasiones diputado federal y funcionario de educación indígena.

## Biografía
Es profesor de educación primaria egresado del Instituto Federal de Capacitación del Magisterio en 1966 y licenciado en Psicología por la Escuela Normal Superior de México en 1968; misma institución por la que cuenta con maestría en Pedagogía en 1977. Es miembro del PRI desde 1968.
Entre 1965 y 1967 fue maestro de primaria, de 1969 a 1970 fue supervisor de educación primaria bilingüe en Chenalhó y de 1971 a 1972 subdirector de la Escuela de Desarrollo Regional en San Cristóbal de las Casas, ambos en Chiapas, donde también fue de 1972 a 1973 director general alterno de Educación Indígena de la Secretaría de Educación Pública. Entre 1973 y 1976 fue jefe de la sección de Educación Indígena del Instituto Nacional Indigenista en Chiapas. Entre 1976 y 1978 fue director regional de Educación Indígena en Amealco, Querétaro y en el estado de México.
De 1979 a 1982 fue jefe del departamento de Educación Indígena de la Secretaría de Educación Pública (SEP) y de 1982 a 1989 director general de Educación Indígena de la SEP, en el gobierno del presidente Miguel de la Madrid y siendo secretarios de Educación Pública Jesús Reyes Heroles y Miguel González Avelar. Durante su gestión en este cargo, las oficinas de su dirección general resultaron destruidas en el terremoto de 1985 en la Ciudad de México.
En 1989 el gobernador de Oaxaca Heladio Ramírez López lo nombró titular de la Procuraduría para la Defensa del Indígena, permaneciendo en este cargo hasta 1991 en que lo deja para ser candidato del PRI a diputado federal por el Distrito 2 de Oaxaca, resultó elegido a la LV Legislatura que concluyó en 1994 y en que fue secretario de la comisión de Artesanías. Durante este periodo fue también consejero de la Comisión Nacional de Desarrollo Integral y Justicia Social para los Pueblos Indígenas.
Entre 1993 y 1994 fue consejero nacional del PRI y a partir de 1996 secretario de Organización del comité estatal del partido. De 1996 a 1997 fue director de Atención Ciudadana del gobierno de Oaxaca en la administración del gobernador Diódoro Carrasco Altamirano, de 1997 a 1998 delegado de la Comisión para la Regularización de la Tenencia de la Tierra (CORETT) en Oaxaca y de 1998 a 2000 volvió a ocupar por segunda ocasión la Procuraduría para la Defensa del Indígena. Entre 1994 y 2000 había sido elegido senador suplente por Oaxaca, siendo senadora propietaria Cirila Sánchez Mendoza, no llegó a ocupar la titularidad de la misma.
En 2000 fue elegido por segunda ocasión diputado federal, en esta ocasión por el Distrito 4 de Oaxaca a la LVIII Legislatura de 2000 a 2003, en esta legislatura fue secretario de la comisión de Asuntos Indígenas; e integrante de la comisión de Medio Ambiente y Recursos Naturales. Solicitó licencia y separó de este cargo a partir del 15 de marzo de 2003. De 2002 a 2004 fue también consejero de la representación para el Desarrollo de los Indígenas ante la Presidencia de la República y a partir de 2003 coordinador del congreso constituyente del Consejo Estatal de Pueblos Indígenas de Oaxaca.
De 2005 a 2005 fue presidente de la Liga de Comunidades Agrarias y Sindicatos Campesinos, sección de la Confederación Nacional Campesina (CNC) en Oaxaca y de 2006 a 2010 fue director general del Colegio de Bachilleres de Oaxaca por nombramiento del gobernador Ulises Ruiz Ortiz. De 2012 a 2013 fue coordinador de Capacitación y luego de 2013 a 2014 secretario general adjunto, ambos en el comité estatal del PRI.
En 2015 fue por tercera ocasión elegido diputado federal y nuevamente por el Distrito 4 de Oaxaca, en esta ocasión a la LXIII Legislatura que concluyó en 2018 y en la que ocupó los cargos de presidente de la comisión de Asuntos Indígenas; e integrante de las comisiones de Cambio Climático; del Café; y, de Transportes. En las elecciones de 2021 fue postulado por la coalición Va por México nuevamente a diputado federal por el Distrito 4, pero resultó derrotado por su competidor de la coalición Juntos Hacemos Historia, Azael Santiago Chepi, quien buscaba y logró la reelección en el cargo.